# 讓·弗里·雷貝爾
讓·弗里·雷貝爾（法語：Jean-Féry Rebel，1666年4月18日—1747年1月2日）是法國巴洛克時期作曲家及小提琴家，著名於當時來說較創新的作曲風格。

## 傳記
讓·弗里·雷貝爾來自一個音樂世家。他是讓·雷貝爾（Jean Rebel）和安妮·諾爾森（Anne Nolson）的兒子。父親讓·雷貝爾原本是一位訓練有素的鞋匠，後來於1661年至1672年在路易十四為於沙佩勒魯瓦亞勒的私人教堂擔任男高音。他的姐姐安妮·蕾妮·雷貝爾（1663年－1722年）與作曲家米歇爾-理查德·德拉朗德結婚，他亦是一位知名的歌手。在雷貝爾8歲的時候，當時著名的小提琴演奏家、歌手、指揮和作曲家讓-巴普蒂斯特·盧利發現到他的音樂天賦，便收他為徒，教導他小提琴和作曲。
1699年，33歲的雷貝爾成為了國立巴黎歌劇團（也稱為歌劇院）的小提琴家。1700年，他展開了他的西班牙巡回演出之旅，直到1705年，雷貝爾回到法國加入了法國王室的弦樂隊Les Vingt-quatre Violons du Roi，1716年被選為音樂大師（Maître de Musique）。他一生中最重要的職位是1726年上任的宮廷室內樂作曲家。雷貝爾同時為路易十四擔任宮廷作家，並在王室弦樂隊中作音樂大師，在1734-1735年度期間亦在Concert Spirituel中作指導。雷貝爾是第一個編寫意大利風格奏鳴曲的法國音樂家。他很多作品都極具創意而引人注目，包括複雜的反節奏和大膽的和聲，這些作品當時並未得到聽眾的充分賞識。
他的作品舞蹈的特點結合了音樂和舞蹈，這是法國的傳統，又發明了創新的韻律。這部作品於1725年在蓋歐格·弗里德里希·韓德爾的指揮下在倫敦演出，頗受歡迎。為了紀念他的老師，雷貝爾創作了《盧利之墓》（Le tombeau de M. Lully，字面意思是「盧利先生的墳墓」；形像化地說是「獻給盧利的禮物」）。雷貝爾的一些作品被稱為精心編排的「交響樂」。其中《元素》（Les Élémens）是他風格最大膽的作品，描述了世界的創造——其中作品的開頭《混沌》帶著出人意料的現代風格。
他的兒子弗朗索瓦·雷貝爾（1701年－1775年）也是一個小提琴家、作曲家和Les Vingt-quatre Violons du Roi的成員，知名於他和弗朗索瓦·弗朗科爾的合寫作品和共同指導歌劇。
在1991年組成雷貝爾巴洛克樂團以他的名字命名。

## 作品

### 詠嘆調
- Receuils d'airs sérieux et à boire，airs for voice（1695年－1708年）

### 芭蕾舞樂
- Caprice，芭蕾舞樂-啞劇（1711年）
- Boutade，（1712年）
- Les caractères de la danse，（1715年）
- La Terpsichore，（1720年）
- Les plaisirs champêtres，（1724年）
- 幻想，（1729年）
- 元素，（1737年）

### 歌劇
- Ulysse (Rebel)（英语：Ulysse），抒情悲劇（1703年）

### 三重奏鳴曲
- Recueil de douze sonates à 2 ou 3 parties（1695年創作，1712年於巴黎出版）
  - （包括：Le tombeau de M. de Lully, en hommage à son maître）

### 小提琴奏鳴曲
- 12 Sonates à violon seul mellées de plusieurs récits pour la viole，12首小提琴獨奏奏鳴曲，混合維奧爾琴的記敘，（巴黎1713年）

## 外部連結
- EarlyMusic.com: Jean-Féry Rebel (1666-1747)，傳記
- Pandora: Jean-Féry Rebel（页面存档备份，存于），音樂指南-傳記
- YouTube上的Les Élémens